# Eugenèsia nazi
L'eugenèsia nazi va consistir en una sèrie de polítiques socials que es van centrar en la millora de la raça per mitjà de l'eugenèsia en el centre de les seves preocupacions. Va estar dirigit a aquells éssers humans que els nazis van identificar com una vida no mereixedora de vida (en alemany, Lebensunwertes Leben), incloent però no limitat als delinqüents, malalts mentals, discapacitats físics, dissidents polítics, pedòfils, homosexuals, ganduls, dements, religiosos i febles, per a l'eliminació de la cadena hereditària.

## Antecedents
Les accions per dur a terme aquests programes mèdics, com ara la intensa propaganda i fonamentació ideològico-«científica», va començar molt abans del règim nazi. Tant les lleis d'higiene racial com el programa d'eutanàsia tenen les seves arrels en les organitzacions internacionals i en el moviment mèdic internacional a favor de l'eugenèsia i l'eutanàsia, així com en les respectives legislacions i programes duts a terme en diversos països, com per exemple l'esterilització massiva de gent assenyalada com a malalts hereditaris en països com Estats Units, Austràlia, Regne Unit, Noruega, França, Finlàndia, Dinamarca, Estònia, Islàndia i Suïssa, durant la primera meitat del segle xx. Les primeres legislacions eugenèsiques d'esterilització forçada i massiva així com les restriccions legals a la immigració segons criteris mèdics racistes es van implementar als Estats Units a principis del segle XX molt abans del règim nazi. També aquelles organitzacions mèdiques i eugenèsiques van estimular i promoure legislacions a favor de l'eutanàsia a Alemanya molt abans del règim nazi, per exemple, als anys 1870 i als anys 1920. Hi va haver també programes d'eutanàsia a Escandinàvia, França i Suïssa on van ser eliminats innombrables malalts.

## Punts de vista de Hitler sobre l'eugenèsia
Adolf Hitler havia llegit alguns escrits sobre higiene racial durant el seu període a la presó de Landsberg am Lech. El futur líder va considerar que Alemanya només podia ser forta de nou, si l'Estat aplicava a la societat alemanya dels principis bàsics de la higiene racial i l'eugenèsia.
Els conceptes de les idees racistes de competència que van fonamentar el darwinisme social van ser discutits per científics europeus i també a la premsa vienesa durant la dècada de 1920. En 1876, Ernst Haeckel va discutir la política d'infanticidi selectiu de la ciutat grega d'Esparta. Al seu Segon Llibre, que es va mantenir inèdit durant l'Alemanya Nazi, Hitler també va elogiar Esparta perquè la considerava el primer "Estat völkisch". Va donar suport al que va percebre com un tractament eugenèsic dels nens deformes:
| « | Esparta s'ha de veure com el primer Estat völkisch. L'exposició dels malalts, els febles, els nens deformes, en definitiva, la seva destrucció, era més decent i en veritat mil vegades més humana que la miserable bogeria del nostre temps que preserva els subjectes més patològics i, de fet, ho fa a qualsevol preu, i, no obstant això, pren la vida de centenars de milers de nens sans com a conseqüència del control de la natalitat o per mitjà d'avortaments, per, posteriorment, engendrar una raça de degenerats carregats de malalties. | » |

## Aplicació de les polítiques eugenèsiques
L'Alemanya nazi va establir una política oficial d'higiene racial, que incloïa unes lleis (lleis de Nuremberg) que restringien els matrimonis amb gent assenyalada com a pertanyent a races inferiors, un programa d'esterilitzacions forçades, el programa Lebensborn (font de vida) per promoure el naixement de gent de «raça ària», per mitjà de la provisió de bons cures mèdiques i l'accés restringit de parelles a través de seleccions mèdiques que aplicaven criteris eugenèsics i racials. Derivat d'aquestes polítiques mèdiques d'higienització racista de la societat, també va ser implementat un programa mèdic d'eutanàsia denominat Aktion T4 per a l'eliminació de gent estigmatitzada com a «malalts incurables, tarats, febles, ancians, nens deformes, etc.», considerats un llast per a la societat.
Més de 400.000 persones van ser esterilitzades contra la seva voluntat, mentre que 275.000 van ser assassinades a la Aktion T4 i altres programes d'eutanàsia derivats directament d'aquell. Aquesta política d'higiene racial també va tenir com a conseqüència l'extermini sistemàtic de milions de persones -per exemple jueus, gitanos, homosexuals, etc. - dut a terme en els camps de concentració. Fins i tot en alguns casos es va utilitzar al mateix personal mèdic i sanitari d'aquell programa, ja que aquests van ser els encarregats d'establir els criteris i seleccionar en els camps d'extermini a la gent que havia de ser eliminada.